# Khadia
Khadia (лат.) — род суккулентных растений семейства Аизовые (Aizoaceae), подсемейства Ruschioideae, произрастающий на территории Южно-Африканской Республики.
Представители рода долгое время применяются как ингредиент при спиртовом брожении. Особенно важную роль играют их плотные подземные корни, добавляемые в смеси. Эти растения могут создавать привлекательные альпинарии, формируя низкие плотные "куртины" с яркими цветками.

## Название
Родовое латинское (научное) название Khadia образовано от термина Khadi на языке тсвана/сото, обозначающего пиво, традиционно варенное с использованием корней различных таксонов рода Мезембриантемум и, возможно, также представителей данного рода.
Из-за отсутствия официального русскоязычного названия рода в авторитетных источниках, вероятное произношение на русском языке может быть сформировано как «Хадия».

## Описание

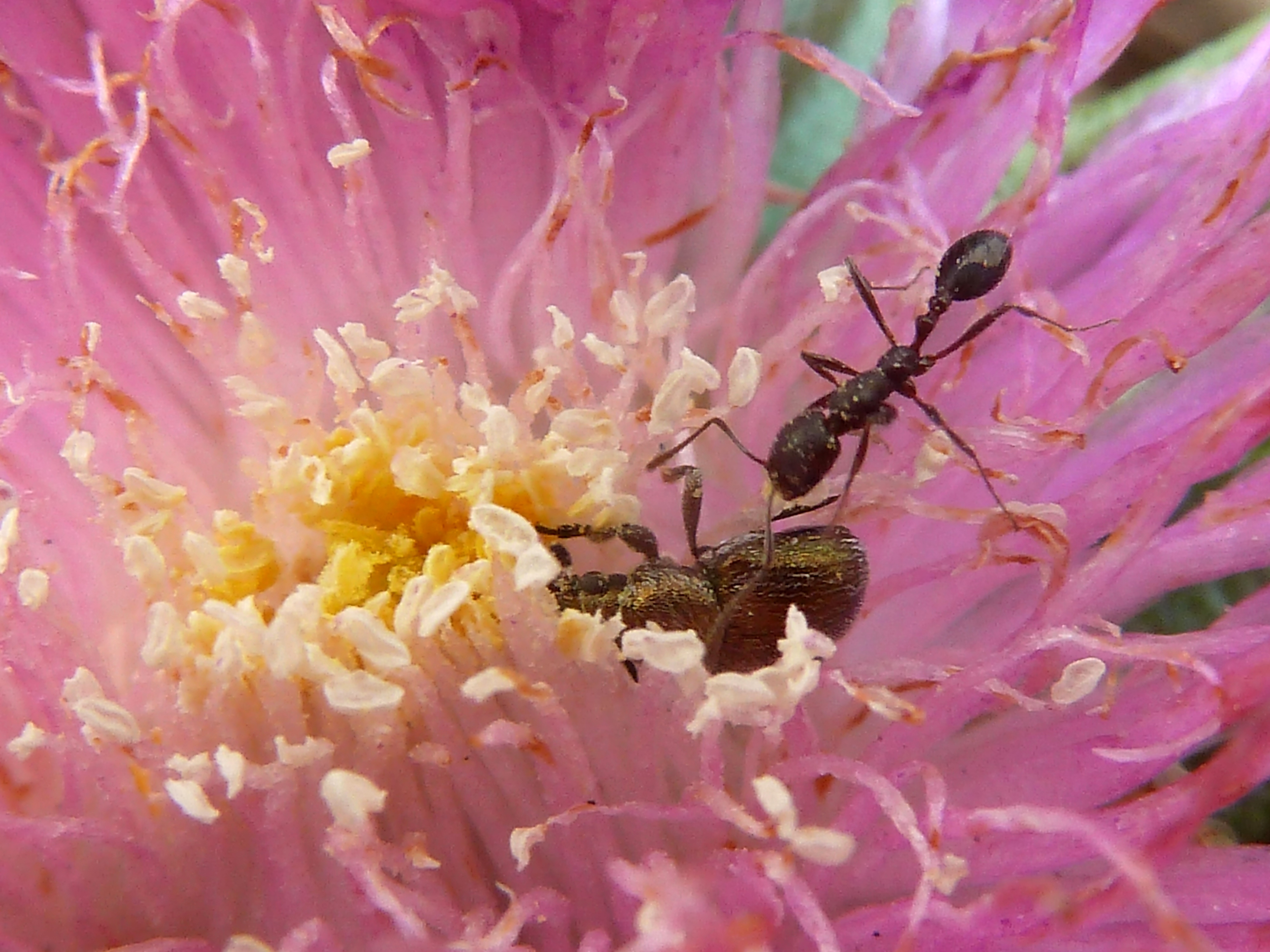
Цветок Khadia acutipetala

Характерной особенностью рода являются низкие кусты с крупными мочковатыми корнями. Единственным исключением является Khadia borealis, у которого стелющийся габитус, длинные междоузлия и корни, расположенные в узлах. Листья у всех видов сочные, с острыми кончиками. Цветки довольно крупные и впечатляющие, в белых или оттенках розового цвета. Плоды представляют собой коробочки, содержащие различное количество отделений (локулов).

## Распространение и экология
Khadia, включающий в себя 6 видов, населяет пастбища и редколесья северных провинций Южной Африки. Среда обитания, где эти виды процветают, характеризуется каменистыми участками с неглубокой почвой в районах с летними дождями. Высота над уровнем моря варьирует, но обычно превышает 1400 м.
Скалистые места, где произрастают эти растения, делают их непревзойденными в этой среде. Они устойчивы к огню, так как в каменистых местах биомассы мало, а органического материала, который может поддерживать огонь, еще меньше. Опаленные листья быстро восстанавливаются.
Семена находятся в капсулах, которые гидрохастически открываются при увлажнении и снова закрываются после высыхания. Капсулы использовались как таксономический инструмент для различения видов.
В период сильной засухи листья служат пищей для зайцев и насекомых, но это, вероятно, мало влияет на растения, так как их восстановление происходит быстро. В районах, где они произрастают, зимой часто бывают заморозки, и в некоторых частях Мпумаланги иногда выпадает снег на большой высоте. Однако растения хорошо адаптированы к таким колебаниям температуры.
Информация о опылителях видов Khadia пока неизвестна, так как этот аспект их биологии еще не был изучен.

## Таксономия
Khadia N.E.Br., первое упоминание в Gard. Chron., ser. 3, 88: 279. (1930).

### Виды
Согласно данным сайта WFO Plantlist на июнь 2023 года, род состоит из 6 видов:
| Название                                   | Изображение | Описание | Примечание |
| ------------------------------------------ | ----------- | --- | --- |
| Khadia acutipetala (N.E.Br.) N.E.Br. typus |             | K. acutipetala был первым описанным видом и является типовым видом рода. Растение часто используется как ингредиент для спиртового брожения, и его можно опознать по крупным ярко-розовым цветкам. Это наиболее распространенный вид, произрастающий от Магалисберга в Северо-Западной провинции до южных регионов Гейдельберга в провинции Гаутенг. | K. acutipetala обычно произрастает на низко-расположенных участках между кварцитовыми породами. Капсулы содержат от шести до восьми отделений (локулов), которые всегда возвращаются в закрытое положение после открытия. Этот вид не находится под угрозой исчезновения, однако его среда обитания становится все более ограниченной из-за расширения жилой застройки в провинции Гаутенг.               |
| Khadia alticola Chess. & H.E.K.Hartmann    |             | K. alticola был описан в 1995 году и встречается вдоль рек Стенкампсберг, Мпумаланга, в окрестностях высокогорных районов, а также южнее в северной части Квазулу-Натала. | K. alticola получил свое название из-за обитания на больших высотах. Этот вид также произрастает в каменистых местах. Цветки бледно-розовые или белые, а капсулы обычно раскрываются после увлажнения и уже не полностью закрываются. Несмотря на обилие в своей среде обитания, его распространение ограничено.                                                                                          |
| Khadia beswickii (L.Bolus) N.E.Br.         |             | K. beswickii произрастает между Гейдельбергом и Найджелом в провинции Гаутенг и ранее считался вымершим, однако недавно популяции этого растения были вновь обнаружены. Оно образует крупные плоские группы, растущие в кварцитовых породах. | Растение формирует большие плоские скопления, произрастающие на кварцитовых породах. Цветки могут иметь от очень бледно-розовых до темно-розовых оттенков, а капсулы содержат от пяти до восьми клеток, иногда раскрывающихся после увлажнения. В настоящее время он включен в список видов, находящихся под угрозой исчезновения в провинции Гаутенг из-за утраты среды обитания вследствие урбанизации. |
| Khadia borealis L.Bolus                    |             | K. borealis — вид, который был обнаружен в провинции Лимпопо. Отличительными особенностями этого растения являются стелющийся габитус, узлы укоренения и длинные междоузлия. Он произрастает на неглубоких почвах, покрывающих плоские скалистые плиты на значительных высотах, где растения часто погружены в туман. Название дано из-за того, что это самый северный вид в роде. Цветки выделяются яркой белизной. Капсулы имеют от четырех до восьми отделений (локулов), которые после открытия полностью закрываются и не остаются деревянистыми, как это происходит у других видов этого рода. | |
| Khadia carolinensis (L.Bolus) L.Bolus      |             | K. carolinensis произрастает на кварцитовых породах около Каролины в Мпумаланге, а также на юге и севере от этой области. Его название связано с местом находки первого образца (Каролина). | K. carolinensis характеризуется образованием крупных приплюснутых "куртин", способных распространяться до 0,5 м в диаметре. У этого вида цветки варьируют от белого до кремового оттенка, а его коробочки содержат шесть гнезд и после открытия снова полностью закрываются. |
| Khadia media P.J.D.Winter & N.Hahn         |             | K. media, последний добавленный вид в этот род (Winter & Hahn 1999), отличается от других своим пристрастием к росту на почвах, образованных из изверженных пород, в то время как остальные предпочитают почвы, сформированные осадочными породами. Название дано с учетом его отличительных характеристик, которые выделяют его среди других видов. Цветки белые, а коробочки имеют пять или шесть отделений и после открытия снова закрываются. | |